# Бруна Вас
Бруна Вас (словен. Bruna vas) — поселення в общині Мокроног-Требелно, регіон Південно-Східна Словенія, Словенія.